# Suzuki Kiitsu

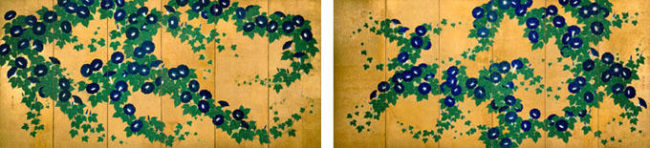
Asagao-Stellschirm-Paar

Suzuki Kiitsu (japanisch 鈴木 其一, eigentlicher Vorname Motonaga (元長); geb. 1796 in Edo (heute: Tokio); gest. 16. Oktober 1858 ebenda) war Maler und der letzte bedeutende Vertreter der Rimpa-Schule.

## Leben und Werk
Suzuki stammt aus einer Färberfamilie aus der Provinz Ōmi, die den Farbstoff Murasaki (eine Art Purpur) aus der Murasaki-Pflanze (Lithospermum erythrorhizon) entwickelt hatte. Er lebte im Haushalt der Sakai in Himeji und lernte Malerei unter Sakai Hōitsu. E wurde später von Suzuki Reitan (鈴木 蠣潭; 1792–1817), einem Samurai aus dem Sakai-Klan, adoptiert. Reitan hatte eine höhere Position bei den Sakai inne, die Kiitsu von ihm übernehmen konnte, als dieser unerwartet früh starb.
Kiitsu führte den Stil Hōitsus fort, also den Stil der Rimpa-Schule, die auf Ogata Kōrin zurückgeht, wobei er naturalistischer malte. Er starb im Alter von 62 Jahren und wurde im Tempel Shōjō-ji beerdigt, in einem Tempel, der damals in Asakusa stand, der aber später in den Bezirk Nakano verlegt wurde. Zu seinen bekanntesten Werken zählen das Stellschirm-Paar „Morgenwinde“ (朝顔図屏風, Asagao-zu byōbu) und das Stellschirm-Paar „Sommer und Herbst am strömenden Wasser“ (夏秋渓流屏風, Kashū keiryū-zu byōbu).
Suzuki führte die weiteren Künstlernamen Kaikai (噲々), Hitsuan (必庵), Isandō (為三堂) und Seisei (青々).

## Bilder

Sommer-Herbst Stellschirm-Paar, im Nezu-Museum
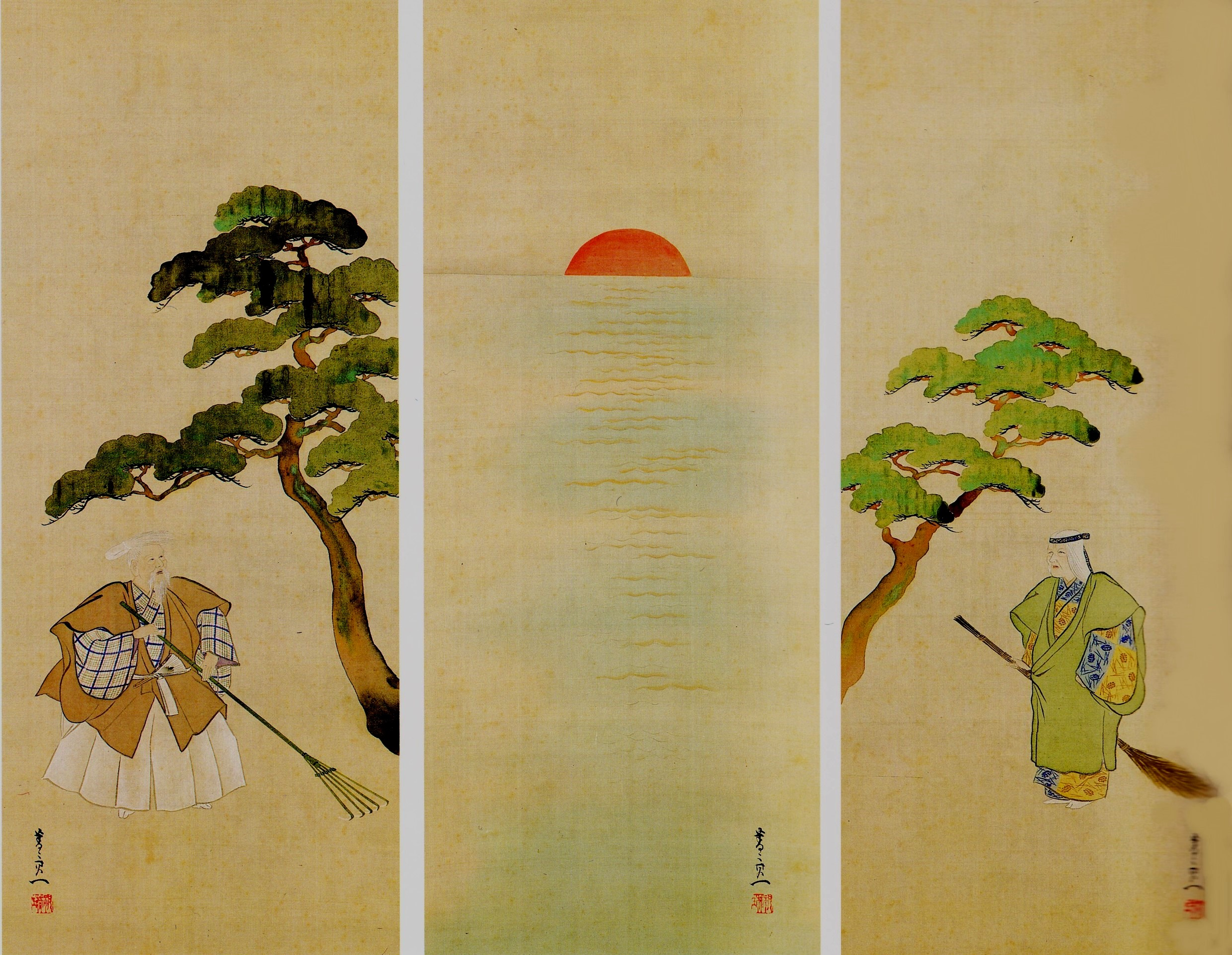
Takasago (Nō)[A 1]